# Bernardo Bastres Florence
Bernardo Bastres Florence SDB (* 21. Februar 1955 in Santiago de Chile) ist ein chilenischer Ordensgeistlicher und emeritierter römisch-katholischer Bischof von Punta Arenas.

## Leben
Bernardo Bastres Florence trat in die Ordensgemeinschaft der Salesianer Don Boscos ein und empfing am 31. Juli 1982 durch den Erzbischof von Santiago de Chile, Raúl Kardinal Silva Henríquez SDB, das Sakrament der Priesterweihe.
Am 4. März 2006 ernannte ihn Papst Benedikt XVI. zum Bischof von Punta Arenas. Der Erzbischof von Santiago de Chile, Francisco Javier Kardinal Errázuriz Ossa SDB, spendete ihm am 22. April desselben Jahres die Bischofsweihe; Mitkonsekratoren waren der Bischof von Rancagua, Alejandro Goic Karmelic, und der emeritierte Bischof von Punta Arenas, Tomás Osvaldo González Morales SDB.
Papst Franziskus nahm am 22. Dezember 2021 das von Bernardo Bastres Florence vorgebrachte Rücktrittsgesuch an.